# La 14 (supermercado)
Almacenes La 14 fue una empresa de origen colombiano que se dedicaba al comercio al detalle de productos de consumo masivo. Contaba con 14 puntos de venta en la ciudad de Cali, 6 más distribuidos en el departamento del Valle del Cauca y a nivel nacional extendió su operación a las ciudades de Girardot, Popayán, Pereira, Manizales, Armenia y Neiva con un total de 26 almacenes en todo el país.
Almacenes La 14 contaba con su sede principal en Calima Centro Comercial Cali o más conocida como Centro Comercial La 14 de Calima de la ciudad de Cali, esta ordenaba a todas sus sedes en Colombia, aquí se encontraba la parte administrativa, contable y en si todas las áreas.
La empresa cerró en su totalidad a inicios de 2022.

## Historia
La compañía fue fundada en Cali en 1964 por Abel Cardona Franco en la calle 14 del centro de la ciudad (de ahí el origen de su nombre) siendo originalmente una cacharrería. Su oferta comercial se desarrollaba a través de formatos de gran superficie y de tiendas de cercanía. La empresa fue considerada una de las más importantes del suroccidente colombiano.
Jaime Cardona, presidente de La 14, recuerda con orgullo como la década de los 1950 Antonio Villegas le hizo un ofrecimiento a Abel Cardona Franco para que fuera socio en un negocio que tenía, el cual estaba ubicado en pleno centro de la ciudad de Cali y que tenía por nombre "La Gran Cacharrería". Años después esta historia sería ejemplo de liderazgo para el país.
El logotipo de la empresa fue: tres cuadrados rojos ordenados verticalmente, los dos primeros de tamaño mediano con las letras L y A, y el último de tamaño grande donde estaba el número 14 y su lema era "¡Siempre te da más!" destacando su gran surtido de productos en sus sedes.
En 1981 se inaugura su primera sucursal en el Centro Comercial Cosmocentro así incursionando así como ancla en un centro comercial.
En 1987 se inaugura su tienda en el Centro Comercial Calima, donde estaría su sede más grande y la principal de todas.
En 1992 la empresa llega a Manizales, iniciando así su expansión por Colombia.
En 1993 la empresa llega a Buenaventura donde fueron los pioneros en el sector retail.
En 1996 se inaugura el Centro Comercial Alfaguara llegando junto a este La 14 a Jamundí.
En 2011 la empresa llega a la capital Bogotá, teniendo su máxima expansión por el país estando presente en 6 municipios del Valle del Cauca, en Armenia, Pereira, Manizales, en Neiva y en la capital.
La 14 le fue muy bien, sin embargo todo cambiaría en 2015 pues el entonces dueño de la empresa Jaime Cardona murió. Su muerte significó el principio del fin de la empresa. 

## Decadencia y crisis
A mediados del 2017 La 14 empezó a tener muchos problemas financieros. Al año siguiente en 2018 entró en una bancarrota de la que no se pudo recuperar. Dos años después en 2020 por la pandemia la empresa sufrió un duro golpe en las finanzas, sin embargo a pesar de que La 14 sobrevivió a la pandemia, la dejó con una deuda grandísima. La 14 también tenía esa gran decadencia debido a la llegada de las Tiendas D1, Tiendas Ara y Justo y Bueno, lo que significó una mayor competencia empresarial. Debido a la crisis que tenía la empresa los dueños solicitaron a la Superintendencia de Sociedades la liquidación solicitud que sería respondida en julio de 2021. La sede que tenía la empresa en Bogotá cerró el 16 de noviembre del 2020, siendo la primera en cerrar.
La Superintendencia de Sociedades a través de la Delegatura de Procedimientos de Insolvencia decretó en septiembre de ese mismo año la apertura del proceso de Liquidación Judicial de las sociedades Almacenes La 14 S.A. y Calima Desarrollos Inmobiliarios S.A.
Los locales que quedaban fueron adquiridos por los Almacenes Éxito y los Almacenes La Montaña, cerrando así definitivamente los Almacenes La 14 tras 58 años de servicio.

## Sedes de La 14
| Departamento    | Municipio                                                                               | Almacenes |
| --------------- | --------------------------------------------------------------------------------------- | --------- |
| Cundinamarca    | Girardot (Reemplazado por Almacenes Éxito)                                              |           |
| Caldas          | Manizales (Reemplazado por Almacenes La Montaña)                                        | 1         |
| Cauca           | Popayán (Reemplazado por Almacenes La Montaña)                                          | 1         |
| Huila           | Neiva (Reemplazado por Almacenes Éxito)                                                 | 1         |
| Quindío         | Armenia (Reemplazado por Almacenes La Montaña)                                          | 1         |
| Risaralda       | Pereira (Reemplazado por Almacenes La Montaña)                                          | 1         |
| Valle del Cauca | Cali (Reemplazados por Almacenes La Montaña y Almacenes Éxito y dos aún sin reemplazar) | 14        |
| Valle del Cauca | Buenaventura (Reemplazado por Almacenes Éxito)                                          | 1         |
| Valle del Cauca | Cartago (Reemplazado por Almacenes Éxito)                                               | 1         |
| Valle del Cauca | Jamundí (Reemplazado por Almacenes Éxito)                                               | 1         |
| Valle del Cauca | Palmira (Reemplazado por Almacenes Éxito)                                               | 1         |
| Valle del Cauca | Tuluá (Reemplazado por Almacenes Éxito)                                                 | 1         |